# تيسا داهل
تيسا داهل (بالإنجليزية: Tessa Dahl)‏ هي كاتِبة وكاتبة للأطفال وصحفية وممثلة بريطانية، ولدت في 11 أبريل 1957 في أكسفورد في المملكة المتحدة.

## وصلات خارجية
- تيسا داهل على موقع IMDb (الإنجليزية)
- تيسا داهل على موقع قاعدة بيانات الفيلم (الإنجليزية)